# Torneo di Wimbledon 2019 - Doppio femminile per invito
Kim Clijsters e Rennae Stubbs erano le detentrici del titolo, ma sono state eliminate nel Round Robin.
Cara Black e Martina Navrátilová hanno sconfitto in finale Marion Bartoli e Daniela Hantuchová con il punteggio di 6–0, 3–6, [10–8].

## Tabellone

### Legenda
| - Q = Qualificato - WC = Wild card - LL = Lucky loser | - ALT = Alternate - SE = Special Exempt - PR = Protected Ranking | - w/o = Walkover - r = Ritirato - d = Squalificato |

### Finale
|  | Finale |                                   |   |   |      |  |
|  |        |                                   |   |   |      |  |
|  | A2     | Marion Bartoli Daniela Hantuchová | 0 | 6 | [8]  |  |
|  | B1     | Cara Black Martina Navrátilová    | 6 | 3 | [10] |  |

### Gruppo A
|    |                                   | Austin Jaeger | Bartoli Hantuchová | Clijsters Stubbs | Martínez Schett  | RR W–L | Set W–L | Game W–L | Standings |
| A1 | Tracy Austin Andrea Jaeger        |               | 3−6, 2−6           | w/o              | 2−6, 3−6         | 1−2    | 0−4     | 10−24    | 4         |
| A2 | Marion Bartoli Daniela Hantuchová | 6−3, 6−2      |                    | 3–6, 4–6         | 6−3, 2−6, [11−9] | 2–1    | 4–3     | 28–26    | 1         |
| A3 | Kim Clijsters Rennae Stubbs       | w/o           | 6–3, 6–4           |                  | 6−3, 6−2         | 2–1    | 4–0     | 24–12    | 2         |
| A4 | Conchita Martínez Barbara Schett  | 6−2, 6−3      | 3−6, 6−2, [9−11]   | 3−6, 2−6         |                  | 1−2    | 3−4     | 26−26    | 3         |

La classifica viene stilata in base ai seguenti criteri: 1) Numero di vittorie; 2) Numero di partite giocate; 3) Scontri diretti (in caso di due giocatori pari merito); 4) Percentuale di set vinti o di game vinti (in caso di tre giocatori pari merito); 5) Decisione della commissione

### Gruppo B
|    |                                         | Black Navratilova | Fernández Sugiyama | Keothavong Sánchez Vicario | Majoli Maleeva   | RR W–L | Set W–L | Game W–L | Standings |
| B1 | Cara Black Martina Navrátilová          |                   | 6−3, 6−3           | 6–3, 6–2                   | 6–3, 6–4         | 3–0    | 6–0     | 36–18    | 1         |
| B2 | Mary Joe Fernández Ai Sugiyama          | 3−6, 3−6          |                    | 6–2, 7–6(6)                | 6–3, 0–6, [10–4] | 2–1    | 4–3     | 26–29    | 2         |
| B3 | Anne Keothavong Arantxa Sánchez Vicario | 3–6, 2–6          | 2–6, 6(6)–7        |                            | 4−6, 4−6         | 0–3    | 0–6     | 21–37    | 4         |
| B4 | Iva Majoli Magdalena Maleeva            | 3–6, 4–6          | 3–6, 6–0, [4–10]   | 6−4, 6−4                   |                  | 1–2    | 3–4     | 28–27    | 3         |

La classifica viene stilata in base ai seguenti criteri: 1) Numero di vittorie; 2) Numero di partite giocate; 3) Scontri diretti (in caso di due giocatori pari merito); 4) Percentuale di set vinti o di game vinti (in caso di tre giocatori pari merito); 5) Decisione della commissione